# Fritz Stüssi (Musiker)

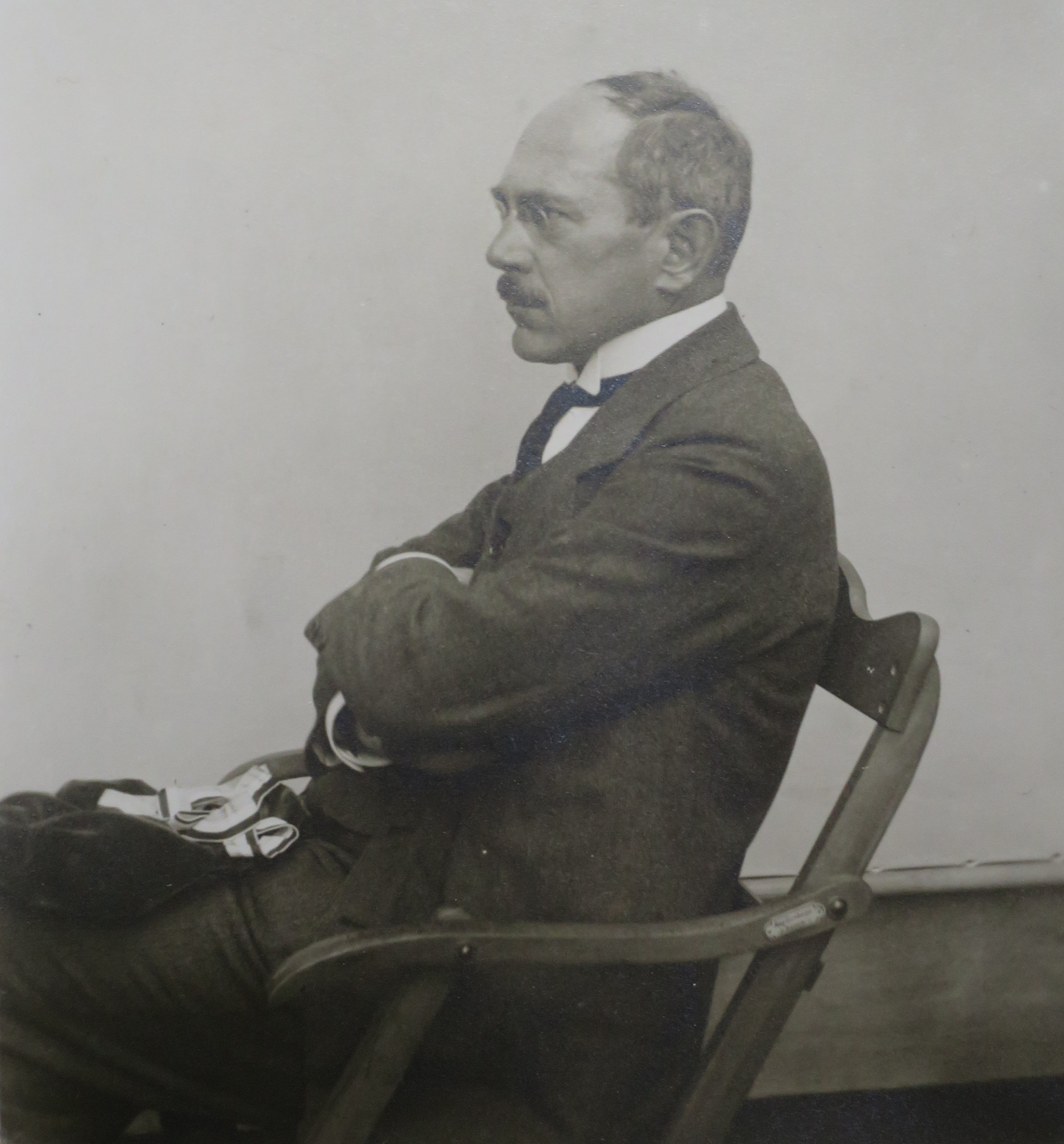
Profilfotografie von Fritz Stüssi

Fritz Stüssi (* 6. April 1874 in Huggenberg; † 14. März 1923 in Degersheim SG) war ein Schweizer Komponist, Pianist, Organist und Dirigent der Spätromantik.

## Leben
Stüssis Familie stammte aus dem Kanton Glarus. Fritz Stüssi wuchs als Sohn des Primarlehrers Fridolin Stüssi (1844–1917) im abgelegenen Weiler Huggenberg im Kanton Zürich auf. Ab 1887 lebte er bei seinen Tanten in Käpfnach am Zürichsee und erhielt dort Orgel- und Klavierunterricht. Er besuchte das Gymnasium und die Musikschule in Zürich, wo unter anderem Friedrich Hegar und Lothar Kempter seine Lehrer waren. 1894 studierte er ein Jahr lang am Königlichen Musik-Institut in Berlin, unter anderem bei Max Bruch (Komposition), Reinhold Succo (Kontrapunkt) und Ernst Rudorff (Klavier).
1895 kehrte er nach Zürich zurück und übernahm die Leitung zahlreicher Chöre und Orchester in der Region. Nach der Heirat mit Hanna Pfenninger liess sich das Paar in ihrer Heimat Wädenswil am Zürichsee nieder. Sie bewohnten ein aussichtsreiches Haus an der Fuhrstrasse. Das Paar hatte fünf Kinder, darunter der 1901 geborene spätere Bauingenieur und ETH-Rektor Fritz Stüssi.
In Wädenswil führte Stüssi sein Engagement fort und leitete dort teilweise zeitgleich den Kirchengesangsverein, den Männerchor «Eintracht», den Musikverein «Harmonie» sowie insgesamt rund 15 Chöre und Orchester rund um den Zürichsee. Ab 1902 amtete er ausserdem als Organist an der reformierten Kirche Wädenswil als Nachfolger Johann Jakob Naters. Stüssi war in Wädenswil und Zürich zudem als Klavier- und Theorielehrer tätig. Ferner trat er als Konzertpianist regelmässig in zahlreichen Deutschschweizer Städten auf und organisierte in Wädenswil Abonnementskonzerte mit auswärtigen Künstlern.
Ende 1922 wurde dem chronisch überlasteten Musiker Stüssi eine schwerwiegende Diabetes diagnostiziert. Bei einem Kuraufenthalt im voralpinen Luftkurort Degersheim im März 1923 verstarb er überraschend.

## Kompositionen
Stüssis Werke stehen in spätromantischer Klangtradition. Sie sind in der klanglichen Expressivität und Dramatik stark von der Musik Richard Wagners inspiriert, die Stüssi nachweislich sehr verehrte, nehmen aber auch auf Robert Schumann, Felix Mendelssohn Bartholdy und Johann Sebastian Bach Bezug. Stüssi komponierte zahlreiche Werke in verschiedenen Gattungen: Suiten für Orchester, Werke für Klavier und Orchester, Choralvorspiele für Orgel, Klavierstücke, zwei Oratorien, Kantaten, Motetten und Chorlieder.
Als sein bedeutendstes Werk gilt das geistliche Oratorium Vergehen und Auferstehen für Soli, Chor, Knabenchor und grosses Orchester, das 1914 in der reformierten Kirche Wädenswil uraufgeführt wurde. Es behandelt in zwei Teilen nach Worten der heiligen Schrift die Verworfenheit des sündigen Menschen und seine Errettung durch die Gnade Gottes. Es beginnt mit einem dramatischen Rezitativ mit einigen markanten Dissonanzen, die das Elend des Menschen unterstreichen und endet in einer virtuosen Chorfuge, die in strahlenden Klängen den Triumph der Gnade zum Ausdruck bringt.
Stüssis musikalischer Nachlass umfasst insgesamt 134 Kompositionen und befindet sich in der Musiksammlung der Zentralbibliothek Zürich.

## Rezeption
Seit 2011 findet eine Wiederentdeckung seiner Musik statt, die wesentlich durch seinen Enkel Ulrich Stüssi und die von ihm gegründete Kammerphilharmonie Zürich initiiert wurde und ausgeführt wird. Seit 2022 erscheinen seine Werke, von denen zu Lebzeiten nur vereinzelte im Druck erschienen, in einer Noten-Edition.

## Werke (Auswahl)
Grössere Vokalwerke
- Oratorium Vergehen und Auferstehen, 1914
- Psalm 28 für Soli, Chor und Orgel, 1921
- Kantate Der Frühling, 1900

Kleinere Vokalwerke
- Zwei Motteten
- Normannenzug, 1901
- Mein Zürichsee, 1906
- Fahnenlied, 1910
- Heimat, 1914
- Neujahrsnacht
- Zum Neujahr
- Wo du hingehst
- Abend
- Alles stille

Orchesterwerke und Kammermusik
- Festliche Ouvertüre
- Suite en miniature
- Suite c-moll
- Introduktion und Rondo für Violine und Orchester
- Idylle

Klavierwerke
- Albumblatt
- Variationen
- Zwei Stücke
- Fantasiestück
- Menuett
- Romanze

## CD-Einspielungen
- geistliche chorwerke aus klassik und Romantik, Zürcher Sing-Akademie / Knabenkantorei Basel / Orchester vom See / Dirigent: Ulrich Stüssi, 2016 (enthält das Oratorium Vergehen und Auferstehen und den Psalm 28, letzterer als Oratorium orchestriert von Ernst Langmeier).
- Fritz Stüssi: A Swiss Romantic, Zürcher Sing-Akademie / Zürcher Kammerphilharmonie, Dirigent: Florian Helgath, 2023 (enthält das Oratorium Vergehen und Auferstehen und folgende weitere Vokalwerke: Psalm 28, Wo du hingehst, Wenn ich dich nur habe, Herr du bist mein Gott, Mit Fried und Freud fahr ich dahin, Abend, Zum Neujahr.)